# Los Angeles Kings
Los Angeles Kings este o echipă profesionistă de hochei pe gheață din orașul Los Angeles care evoluează în National Hockey League (NHL), parte din Divizia Pacific a Conferinței de Vest.

## Istoric
Echipa a fost înființată la data de 5 iunie 1967 când Jack Kent Cooke a primit dreptul de a crea o franciză de expansiune în NHL pentru orașul Los Angeles. A fost una dintre cele șase francize care evoluat ca parte a extensiei NHL din 1967. Kings au jucat timp de 32 de ani meciurile de pe propriul teren al arena The Forum din Inglewood, California, până la startul sezonului 1999-2000 când s-au mutat la Crypto.com Arena din Los Angeles.
În 1988, Kings l-au adus de la Edmonton Oilers pe Wayne Gretzky, tranzacție care a dus la o perioadă de succes a francizei și o creștere a popularității hocheiului pe gheață în zona Los Angeles, precum în întreaga regiune americană denumită Sun Belt, sudul Statelor Unite, sub paralela 36. Gretzky, Luc Robitaille și Rob Blake au format coloana vertebrală a  echipei care a adus singurul titlu de divizie din palmaresul lui Kings, în sezonul 1990–91, precum și prima prezență pentru Kings în finala Cupei Stanley în 1993, când a pierdut în fața lui Montreal Canadiens.
După finala din 1993, Kings au intrat într-o perioadă cu probleme financiare care a dus la falimentul din 1995, consecința fiind preluare francizei de către Philip Anschutz și Edward P. Roski. A urmat o perioadă de mediocritate, dar Kings au revenit în playoff în sezonul 2009-2010. Sub conducerea antrenorului Darryl Sutter, angajat la începutul sezonului 2011-12, Kings au câștigat de două ori în trei ani Cupa Stanley: în 2012, victorie în finala cu New Jersey Devils, și în 2014 când au învins pe New York Rangers.

## Numere retrase
| No. | Jucător        | Poziție | Perioada la Kings             | Data retragerii   |
| --- | -------------- | ------- | ----------------------------- | ----------------- |
| 4   | Rob Blake      | D       | 1990–2001 2006–2008           | 17 ianuarie 2015  |
| 16  | Marcel Dionne  | C       | 1975–1987                     | 8 noiembrie 1990  |
| 18  | Dave Taylor    | RW      | 1977–1994                     | 3 aprilie 1995    |
| 20  | Luc Robitaille | LW      | 1986–1994 1997–2001 2003–2006 | 20 ianuarie 2007  |
| 30  | Rogie Vachon   | G       | 1972–1978                     | 14 februarie 1985 |
| 991 | Wayne Gretzky  | C       | 1988–1996                     | 9 octombrie 2002  |

Note:

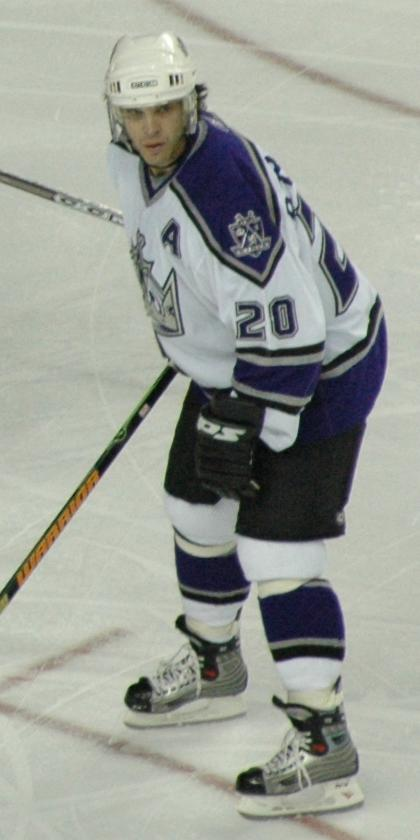
Numărul de joc al lui Luc Robitaille a fost retras de Kings la 20 ianuarie 2007. Jucătorul a fost inclus în 2009 și Hockey Hall of Fame.

- 1 NHL a retras numărul 99 purtat de Wayne Gretzky de la toate echipele participante, cu ocazia NHL All-Star Game din 2000.[4]